# Camellocossus abyssinica
Camellocossus abyssinica is een vlinder uit de familie houtboorders (Cossidae). De wetenschappelijke naam van deze soort is, als Cossus abyssinica, voor het eerst geldig gepubliceerd in 1910 door Hampson.
De soort komt voor in tropisch Afrika.